# Marquesado de Castelldosríus
El marquesado de Castelldosrius es un título nobiliario español creado por el rey Carlos II de España el 6 de abril de 1696 a favor de Manuel de Oms y de Santa Pau (antes, Sentmenat y Lanuza), gobernador de Tarragona, virrey del Perú y caballero de la Orden de San Juan de Jerusalén. La grandeza de España le fue unida al marquesado el 9 de julio de 1701 por el rey Felipe V de España, luego confirmada el 1 de marzo de 1703.

## Denominación
Su nombre hace referencia al castillo de Dosríus, en la provincia de Barcelona.

## Marqueses de Castelldosrius
|                        | Titular                                    | Periodo                |                        |
| Creación por Carlos II | Creación por Carlos II                     | Creación por Carlos II | Creación por Carlos II |
| ---------------------- | ------------------------------------------ | ---------------------- | ---------------------- |
| I                      | Manuel de Oms y de Santa Pau               | 1696-1710              |                        |
| II                     | Félix de Sentmenat-Oms de Santa Pau        | 1710-1744              |                        |
| III                    | Juan Manuel de Sentmenat-Oms de Santa Pau  | 1744-1754              |                        |
| IV                     | Manuel de Sentmenat-Oms de Santa Pau       | 1754-1796              |                        |
| V                      | Francisco Javier de Oms y de Santa Pau     | 1796-1842              |                        |
| VI                     | Pedro Carlos de Sentmenat Oms de Santa Pau | 1842-1846              |                        |
| VII                    | Carlos de Sentmenat Oms de Santa Pau       | 1846-1856              |                        |
| VIII                   | Ramón de Sentmenat y Sáenz Ramírez         | 1856-1873              |                        |
| IX                     | Carlos de Sentmenat y Sentmenat            | 1873-1935              |                        |
| X                      | Félix de Sentmenat y Güell                 | 1956-1990              |                        |
| XI                     | Carlos de Sentmenat y Urruela              | 1990-2003              |                        |
| XII                    | Santiago de Sentmenat y Urruela            | 2005-2010              |                        |
| XIII                   | Ágatha Ruiz de la Prada                    | 2010-actual titular    |                        |

## Historia de los marqueses de Castelldosríus

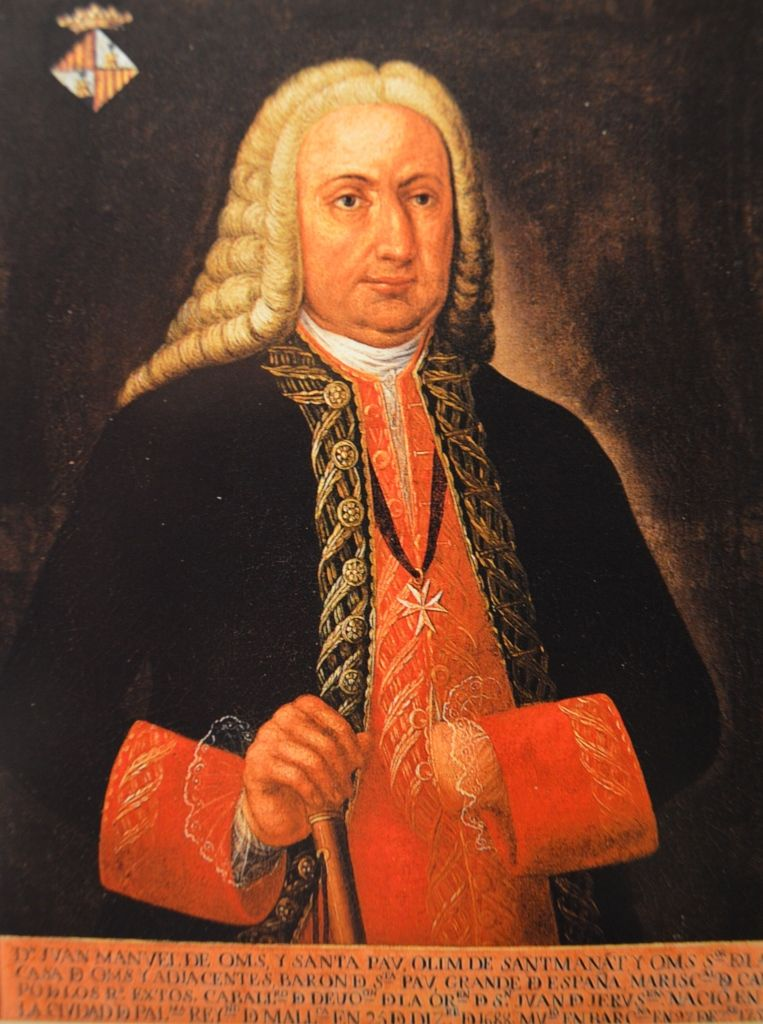
Retrato de Manuel de Oms y de Santa Pau, I marqués de Castelldosrius

- Manuel de Oms y de Santa Pau (Barcelona, 5 de enero de 1651-Lima, 24 de abril de 1710),[4] I marqués de Castelldosrius, grande de España,[2] gobernador de Tarragona, virrey del Perú, caballero de la Orden de San Juan de Jerusalén, caballero de la Orden de Malta, gobernador de Tarragona, virrey de Mallorca, embajador de España en Portugal y en Francia,  de la Tierra Firme y de Chile.[5] Era hijo de Enrique de Sentmenat-Oms de Santa Pau y de María de Lanuza y Raset.[6]

Casó, el 31 de mayo de 1673, con su prima Juana de Oms y Cabrera (m. 13 de enero de 1699).
Su cuñado, hermano de su esposa Juana, Antonio de Oms y Santa Pau, había recibido la baronía de Santa Pau en 1693. El marqués de Castelldosríus, entabló un pleito para la posesión de la baronía, empezó a utilizar dicho título y «antepuso los apellidos Oms y de Santa Pau a los suyos, Sentmenat y de Lanuza, para cumplir el testamento de su cuñado don Antonio». Su hijo Félix, el sucesor en el marquesado, continuó el pleito que ganó por sentencia en 1730 que fue confirmada en 1739. Antonio, el hijo primogénito de los primeros marqueses de Castelldosríus, fue coronel del regimiento de infantería de Saboya y falleció al frente en la batalla de Zaragoza en 20 de agosto de 1710. Le sucedió su segundogénito:
- Félix de Sentmenat-Oms de Santa Pau (Palma de Mallorca, 30 de diciembre de 1710-Gap, Francia, 10 de diciembre de 1744),[3] II marqués de Castelldosríus,[2] grande de España,[2]  XIX barón de Santa Pau, mariscal de campo de los reales ejércitos y gobernador de Callao.[7]

Casó, el 2 de marzo de 1730, con Dorotea Reggio Branciforte y Gravina (m.1764). Sin descendencia, le sucedió su hermano:
- Juan Manuel de Sentmenat-Oms de Santa Pau (1687-28 de diciembre de 1754), III marqués de Castelldosríus, grande de España,[2] XX barón de Santa Pau, valvasallo de Montescot, señor de Oms y Canyamars y castellano de Anglés.

Casó, el 23 de agosto de 1725, con María Ana de Cartellá Desbach y de Oms (m. 1769), hija del marqués de Cartellá. Le sucedió su hijo:
- Manuel de Sentmenat-Oms de Santa Pau (Barcelona, 27 de diciembre de 1730-Palma de Mallorca, 14 de mayo de 1796), IV marqués de Castelldosríus, grande de España,[10][2] XXI barón de Santa Pau, caballero de la Orden de Santiago (1787), gentilhombre de cámara del rey Carlos IV, gran cruz de la Orden de Carlos III (1783), teniente general de los Reales Ejércitos y capitán general de Baleares.[10] Era hermano del cardenal Antonio de Sentmenat y Cartellá.

Casó, en primeras nupcias, el 24 de abril de 1759, con María de las Mecedes de Avellaneda y Arias del Castillo (m. 15 de agosto de 1765), III marquesa de Valdecañas y de marquesa de Torremayor. Contrajo un segundo matrimonio, en 13 de abril de 1766, con María de los Dolores de Vera Fajardo y Saurín (m. 1831), dama de la Orden de las Damas Nobles de la Reina María Luisa, hija de los X marqueses de Espinardo. Le sucedió su hijo del segundo matrimonio:
- Francisco Javier de Oms y de Santa Pau (Murcia, 7 de enero de 1767-Madrid, 1 de febrero de 1842), V marqués de Castelldosríus, grande de España,[2] XXII barón de Santa Pau,[3] general, capitán general de Andalucía (1816-1819), capitán general de Cataluña (1822), senador de España (1837-1842), gran cruz de la Orden de Isabel la Católica, gran cruz de la Orden de Carlos III (1816) y gran cruz de la Orden de San Hermenegildo (1816).

Casó en primeras nupcias, el 23 de julio de 1794, con María Teresa de Sagarriga y Pinós (m.1812). Volvió a casar el 29 de septiembre de 1821, con María Teresa de Trejo del Campo y Ponce de León (m. 1863). Sin descendencia, le sucedió su sobrino, bisnieto de José Antonio de Oms y de Sentmenat, hijo del I marqués de Castelldosríus.
- Pedro Carlos de Sentmenat Oms de Santa Pau (1771-11 de octubre de 1846), VI marqués de Castelldosríus, grande de España,[2] XXIII barón de Santa Pau y señor de Vallgornera, Pollestres y Vilarnau.

Casó, en 7 de enero de 1818, con Josefa de Sarriera y Copóns (m. 1865), marquesa de Moyá
 de la Torre. En 2 de junio de 1849, le sucedió su hermano:
- Carlos de Sentmenat Oms de Santa Pau (1794-4 de enero de 1856), VII marqués de Castelldosríus, grande de España[2] y XXIV barón de Santa Pau.[3]

Contrajo un primer matrimonio, en 27 de agosto de 1817, con María de Lario y Meilhon (m. 1835). Casó en segundas nupcias, el 20 de noviembre de 1837, con Manuela Sáenz Ramírez y Socies (m. 1857)  En 2 de junio de 1857, le sucedió su hijo del segundo matrimonio:
- Ramón de Sentmenat y Sáenz Ramírez (Palma de Mallorca, 19 de septiembre de 1842-Barcelona, 7 de enero de 1873), VIII marqués de Castelldosríus, grande de España,[2] gentilhombre de cámara con ejercicio y servidumbre.[3]

Casó, el 6 de julio de 1861, con Luisa de Sentemenat y Gallart (m. 1921). Le sucedió su hijo por real orden de 10 de junio de 1876:
- Carlos de Sentmenat y Sentmenat (Barcelona, 21 de agosto de 1862-8 de junio de 1935), IX marqués de Castelldosrius, grande de España (1873),[2] II marqués de Orís,[3] (rehabilitado en 1915) XXV barón de Santa Pau (rehabilitado en 1916)[3][11] gran cruz de la Orden de Carlos III, gentilhombre de cámara con ejercicio y servidumbre, maestrante de Valencia, y presidente del Cuerpo de la Nobleza de Cataluña.[3]

Casó, en Barcelona el 15 de abril de 1901, con Isabel Güell y López (m. 1956), hija de Eusebi Güell i Bacigalupe, I conde de Güell, y de su esposa Luisa Isabel López Bru, hermana de Claudio López Bru, II marqués de Comillas. Le sucedió su hijo:
- Félix de Sentmenat y Güell (Barcelona, 13 de abril de 1908-23 de mayo de 1990), X marqués de Castelldosríus, grande de España,[2] III marqués de Orís, XXVI barón de Santa Pau[12] y primo de Carlos Güell de Sentmenat, senador del Reino.

Casó, en Barcelona en junio de 1933, con María del Remedio de Urruela y Sanllehy (m. 2000), hija de Juan de Urruela y Morales, V marqués de San Román de Ayala, hermano de la I marquesa de Retés, y de su esposa Águeda Sanllehy y Girona, hija de Domènec Sanllehy i Alrich, alcalde de Barcelona, y de Ana Girona y Vidal-Quadras, —hija del banquero Manuel Girona y Agrafel—, y hermana del II marqués de Caldas de Montbuy. Le sucedió su hijo en 1991:
- Carlos de Sentmenat y Urruela (m. 19 de julio de 2003), XI marqués de Castelldosríus, grande de España[2] y XXVII barón de Santa Pau (en 1970, por distribución de su padre).[15]

Soltero y sin descendientes, le sucedió su hermano:
- Santiago de Sentmenat y Urruela, XII marqués de Castelldosríus, grande de España,[2] IV marqués de Orís y XXVIII barón de Santa Pau.

Casó con Ana María Vilá y Huarte. Le sucedió, en 2 de diciembre de 2010, en ejecución de sentencia del 11 de agosto de 2010, su sobrina, hija de su hermana Isabel de Sentmenat y Urruela, casada con el arquitecto Juan Manuel Ruiz de la Prada y Sanchiz:
- Ágatha Ruiz de la Prada (n. 1960), XIII marquesa de Castelldosríus, grande de España y XXIX baronesa de Santa Pau.[17][18]

Casó en 2016, después de estar unida de facto con el periodista Pedro J. Ramírez, de quien se divorció en 2017.